# Le Richemond
Le Richemond tal como é conhecido o (em francês:  Hôtel Richemond) abriu em 1875 como uma pensão com o nome de Le Riche-Mont por ter em frente, e do outro lado do lago Lemano, o Monte Branco.
O hotel fica na margem direito do lago no chamado e teve importantes renovações depois da Segunda Guerra Mundial para fazer assim concorrência ao seu vizinho, o Hotel Beau Rivage. Ambos têm em frente o Monumento de Brunswick.
Em 2004 um nove grupo compra o hotel que é refeito inteiramente pelo que está fechado durante 18 meses. Hoje faz parte do grupo Dorchester Collection, e é reconhecido como tendo uma das dez suites mais cara do mundo, a suite Armedler do nome da família original, Adolphe-Rodolphe Armleder.

## Direcçãoo
Le Richemond

Rue Adhémar-Fabri 8-10,

1201 Geneva, Switzerland
- «Le Richemond» (em francês). Visitado: Fev. 2014